# 筧裕次郎
筧 裕次郎（かけい ゆうじろう、1984年5月7日 - ）は、兵庫県明石市出身の元プロ野球選手（内野手）。2008年の登録名は裕次郎。

## 来歴・人物
小学校時代は父親が監督を務めるソフトボールチームに所属し、投手として全国大会ベスト16の成績を収める。明石市立魚住中学校時代はヤングリーグの「播州明治ベースボールクラブ」に所属し、2年の途中で明徳義塾中学に転校。
明徳義塾高では入学直後の春季四国大会から三塁手として出場し、クリーンナップを打った。1年秋にはエースナンバーを背負ったが、その後馬淵史郎監督により捕手にコンバートされ、3年時には副主将で4番・捕手となる。夏には森岡良介らと共に第84回全国高等学校野球選手権大会に出場し、長谷川勇也・小林賢司らを擁する酒田南高校、横川史学・大崎雄太朗・坂克彦らを擁する常総学院高校、西村健太朗・白濱裕太らを擁する広陵高校、鎌倉健を擁する川之江高校などを破り、春夏通じて同校初の甲子園優勝を達成した。高校通算19本塁打。
2002年のドラフトで大阪近鉄バファローズから3巡目指名を受け入団。
2004年に内野手転向。オフには球団合併に伴う分配ドラフトでオリックス・バファローズへ移籍した。
2005年は9月27日に初の一軍昇格。翌日の試合で一軍初出場を果たしたが、出場したのはその1試合のみで二軍に戻った。
2006年はチーム事情により再び捕手登録となったが、ウエスタン・リーグでは二塁手としての出場が最も多かった。
2007年は再び内野手登録となり、二軍では二塁手以外に遊撃手、三塁手としても出場した。オフの12月には挙式することが報じられ、同月19日には登録名を「裕次郎」に変更することが発表された。
2008年は二軍でも48試合に出場して50打席と出場機会は少なく、打撃成績も打率1割台に終わった。10月3日に球団から戦力外通告を受け、その後12球団合同トライアウトに参加するもオファーはなかった。
現在は父親が監督を務める少年野球チーム「明石ボーイズ」のヘッドコーチを務めている。

## 詳細情報

### 年度別打撃成績
| 年 度     | 球 団      | 試 合 | 打 席 | 打 数 | 得 点 | 安 打 | 二 塁 打 | 三 塁 打 | 本 塁 打 | 塁 打 | 打 点 | 盗 塁 | 盗 塁 死 | 犠 打 | 犠 飛 | 四 球 | 敬 遠 | 死 球 | 三 振 | 併 殺 打 | 打 率 | 出 塁 率 | 長 打 率 | O P S |
| --------- | ---------- | ----- | ----- | ----- | ----- | ----- | -------- | -------- | -------- | ----- | ----- | ----- | -------- | ----- | ----- | ----- | ----- | ----- | ----- | -------- | ----- | -------- | -------- | ----- |
| 2005      | オリックス | 1     | 1     | 1     | 0     | 0     | 0        | 0        | 0        | 0     | 0     | 0     | 0        | 0     | 0     | 0     | 0     | 0     | 0     | 0        | .000  | .000     | .000     | .000  |
| 通算：1年 | 通算：1年  | 1     | 1     | 1     | 0     | 0     | 0        | 0        | 0        | 0     | 0     | 0     | 0        | 0     | 0     | 0     | 0     | 0     | 0     | 0        | .000  | .000     | .000     | .000  |

### 年度別守備成績
| 年 度 | 球 団      | 二塁  | 二塁  | 二塁  | 二塁  | 二塁  | 二塁     |
| 年 度 | 球 団      | 試 合 | 刺 殺 | 補 殺 | 失 策 | 併 殺 | 守 備 率 |
| ----- | ---------- | ----- | ----- | ----- | ----- | ----- | -------- |
| 2005  | オリックス | 1     | 0     | 0     | 0     | 0     | ----     |
| 通算  | 通算       | 1     | 0     | 0     | 0     | 0     | ----     |

### 記録
- 初出場：2005年9月28日対西武ライオンズ20回戦（インボイスSEIBUドーム）、6回裏に二塁手として途中出場
- 初打席：同上、8回表に山岸穣から三飛

### 背番号
- 57 （2003年 - 2008年）

### 登録名
- 筧 裕次郎 （かけい ゆうじろう、2003年 - 2007年）
- 裕次郎 （ゆうじろう、2008年）